# Viktoria av Preussen

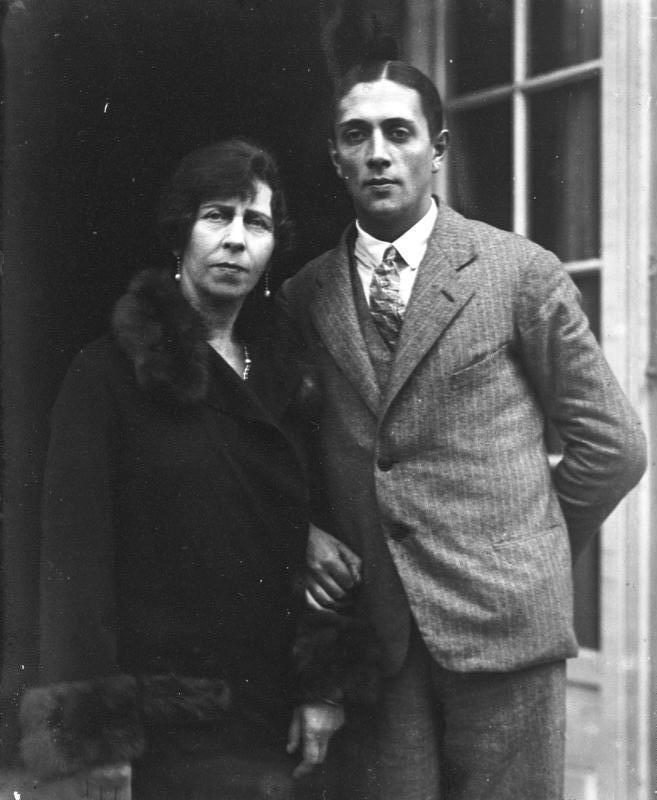
Viktoria av Preussen med sin andre man Alexander Zoubkoff, 1927.

Viktoria av Preussen, född 12 april 1866 i Potsdam, död 13 november 1929 i Bonn, var en tysk kunglighet som från födseln var prinsessa av Preussen.

## Biografi
Viktoria var dotter till Fredrik III av Tyskland och hans maka Viktoria av Storbritannien. Hon föddes 12 april 1866 i Neues Palais i Potsdam och kom att växa upp mestadels där.
Viktoria förälskade sig i mitten av 1880-talet i den dåvarande furst Alexander av Bulgarien (1857–1893), men familjen motsatte sig ett äktenskap av politiska skäl. Efter många stridigheter resignerade Viktoria och gifte sig i Berlin 19 november 1890 med prins Adolf av Schaumburg-Lippe. Makarna visade sig snart vara mycket olika och äktenskapet blev barnlöst. Viktoria hade under första världskriget brittiska sympatier.
Efter makens död gifte Viktoria 1927 om sig på Palais Schaumburg i Bonn med den 34 år yngre Alexander Zoubkoff, en exilrysk adelsman och äventyrare som efter den ryska revolutionen tillsammans med sin svenska mor (Mary Zoubkoff, f. Frykberg) bland annat varit bosatt i Sverige (och där haft en biroll i filmatiseringen av Gösta Berlings saga). Detta orsakade stor skandal, och hennes bror Wilhelm II tog avstånd från henne.